# Scuderia Toro Rosso STR4
O STR4 é o carro da Scuderia Toro Rosso construído para a temporada de 2009 da Fórmula 1. Condutores: Sébastien Bourdais, Sébastien Buemi e Jaime Alguersuari. Alguersuari vem para ocupar a vaga de Bourdais de forma definitiva a partir do GP da Hungria.

## Resultados[3]
(legenda) 
| Ano  | Chassi | Motor          | Pneus | Nº | Pilotos            | 1   | 2   | 3   | 4   | 5   | 6   | 7   | 8   | 9   | 10  | 11  | 12  | 13  | 14  | 15  | 16  | 17  | Pontos | Posição |  |
| ---- | ------ | -------------- | ----- | -- | ------------------ | --- | --- | --- | --- | --- | --- | --- | --- | --- | --- | --- | --- | --- | --- | --- | --- | --- | ------ | ------- |  |
|      |        |                |       |    |                    |     |     |     |     |     |     |     |     |     |     |     |     |     |     |     |     |     |        |         |  |
|      |        |                |       |    |                    | AUS | MAL | CHN | BHR | SPA | MON | TUR | GBR | GER | HUN | EUR | BEL | ITA | SIN | JAP | BRA | ABD |        |         |  |
| 2009 | STR4   | Ferrari 056 V8 | B     | 11 | Sébastien Bourdais | 8   | 10½ | 11  | 13  | Ret | 8   | 18  | Ret | Ret |     |     |     |     |     |     |     |     | 8      | 10°     |  |
| 2009 | STR4   | Ferrari 056 V8 | B     | 11 | Jaime Alguersuari  |     |     |     |     |     |     |     |     |     | 15  | 16  | Ret | Ret | Ret | Ret | 14  | Ret | 8      | 10°     |  |
| 2009 | STR4   | Ferrari 056 V8 | B     | 12 | Sébastien Buemi    | 7   | 16† | 8   | 17  | Ret | Ret | 15  | 18  | 16  | 16  | Ret | 12  | 13  | Ret | Ret | 7   | 8   | 8      | 10°     |  |

† Corrida prevista para ter 56 voltas, parou na 31ª por causa da chuva. Os pilotos esperaram 50 minutos até que a direção de prova encerrasse o evento.